# Sutton-on-Sea
Pour les articles homonymes, voir Sutton.
Sutton-on-Sea est un village du Lincolnshire, en Angleterre.